# Film Journal International
Film Journal International est un magazine financier sur l'industrie du cinéma publié par la compagnie Nielsen Business Media. C'est une publication proche d'autres magazines de Nielsen : Adweek, Billboard, The Hollywood Reporter...
Lancé en 1934 et publié mensuellement, Film Journal International effectue des reportages aux États-Unis et dans le monde entier sur l'actualité, la production et la distribution cinématographiques. Le magazine présente aussi des critiques de film.
En 2007, le magazine est basé 770 Broadway, New York City. Le rédacteur en chef est Robert Sunshine.